# Фатьма султан (донька Мурада III)
Фатьма Султан (бл. 1580, Стамбул — 15 травня 1620, Стамбул) — османська принцеса. Дочка османського султана Мурада III і Сафіє Султан, сестра Мехмеда III.

## Біографія
Фатьма народилася в Стамбулі в сім'ї османського султана Мурада III і його наложниці Сафіє Султан; була другою дочкою і п'ятою чи шостою дитиною султана. 6 грудня 1593 року вийшла заміж за Халіль-пашу. У 1603 році Халіль-паша помер і рік потому Фатьма вийшла заміж за Джафер-пашу, колишнього бейлербея Єгипту. Третім чоловіком Фатьми в 1610 році став бейлербей Темешвар Хизир-паша, який помер незабаром після весілля. У 1611 року Фатма стала дружиною одного з візирів Мурада-паші. Фатьма померла в 1620 році і була похована в тюрбе батька.